# Мышехвост Хардвика
Мышехвост Хардвика (лат. Rhinopoma hardwickii) — летучая мышь, обитающая от Марокко до Египта и Кении, и от Израиля до Афганистана. Водится также на острове Сокотра. Населяет пустынные и полупустынные ландшафты. Обитает в сухих пещерах, развалинах, подземных тоннелях (в том числе катакомбах), мечетях и старых зданиях. Видовое название дано в честь английского генерал-майора Томаса Хардвика (1755—1835).